# Eunidia holoflava
Eunidia holoflava är en skalbaggsart som beskrevs av Stefan von Breuning 1965. Eunidia holoflava ingår i släktet Eunidia och familjen långhorningar.
Artens utbredningsområde är Togo. Inga underarter finns listade i Catalogue of Life.